# Stob a’ Choire Mheadhoin

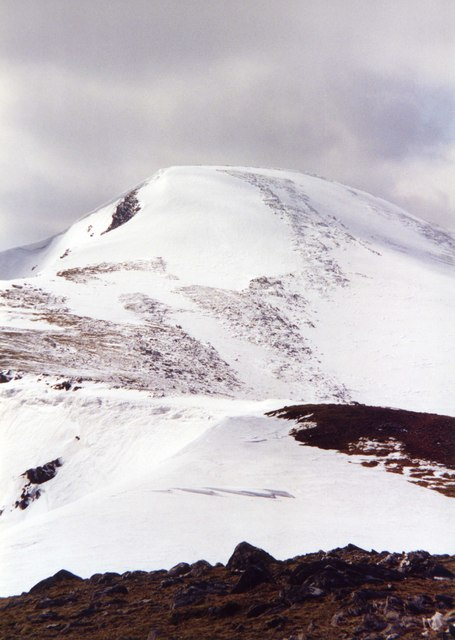
Blick vom Nordostgrat zum Gipfel

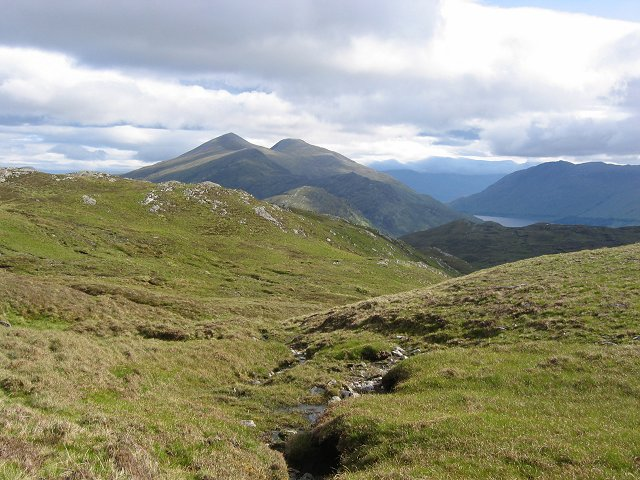
Blick vom südwestlich Loch Treig liegenden Beinn na Cloiche auf Stob Coire Easain (links) und Stob a’ Choire Mheadhoin (rechts)

Der Stob a’ Choire Mheadhoin  ist ein 1105 Meter hoher, als Munro eingestufter Berg in Schottland. Sein gälischer Name bedeutet in etwa Spitze des mittleren Kars. Er liegt an der Westküste in der Council Area Highland östlich von Fort William. 

## Beschreibung
Gemeinsam mit dem benachbarten Munro Stob Coire Easain und einigen niedrigeren vorgelagerten Bergen bildet der Stob a’ Choire Mheadhoin eine eigenständige Bergkette östlich der Grey Corries, von diesen durch den Lairig Leacach getrennt. Entlang Loch Treig verläuft die Bergkette, die nach ihrem höchsten Gipfel auch als the Easains bezeichnet wird, mit etwa acht Kilometern Länge ungefähr in Nord-Süd-Richtung. 
Der Stob a’ Choire Mheadhoin ist durch einen etwa 970 Meter hohen Bealach mit dem südwestlich benachbarten Stob Coire Easain verbunden, beide bilden einen markant über Loch Treig aufragenden, weithin sichtbaren Doppelgipfel. Im Gipfelbereich ist der Stob a’ Choire Mheadhoin felsig und mit Schrofen durchsetzt, erst in tieferen Bereichen fällt er etwas flacher ins Lairig Leacach ab. Im Vergleich mit seinem etwas höheren Nachbarn ist sein Gipfel etwas abgerundeter. Der Hauptgrat der Bergkette führt vom Gipfel nach Nordosten. Ein weiterer Grat führt nach Südosten, zwischen diesem und dem Hauptgrat fällt der Stob a’ Choire Mheadhoin nach Osten im Coire Meadhon steil und felsdurchsetzt zum Loch Treig ab.

## Aufstieg
Zustiegsmöglichkeiten bestehen vor allem über die zum Gipfel führenden Grate. Die meisten Munro-Bagger besteigen den Stob a’ Choire Mheadhoin gemeinsam mit dem Stob Coire Easain im Zuge einer Überschreitung der Gipfel. Ausgangs- und Endpunkt ist die kleine Ansiedlung Fersit nördlich von Loch Treig an der West Highland Line. Von dort führt der Zustieg über den 792 Meter hohen Meall Cian Dearg, den nördlichsten Gipfel der Kette und weiter über den Hauptgrat zum Gipfel des Stob Coire Easain. Weitere Zustiege sind aus dem Lairig Leacach oder dem Coire Laire über den Nordgrat des Stob Coire Easain und aus Richtung Süden, beginnend am Südende von Loch Treig, möglich. Ausgangspunkt ist aus dieser Richtung der Bahnhof Corrour an der West Highland Linie.